# 阿克套国际机场
阿克套国际机场是位於哈萨克斯坦曼吉斯套州阿克套的一座国际机场。该机场于1983年啟用，當時機場的名字叫作舍甫琴科中央机场，因為阿克套舊稱就是舍甫琴科。1996年11月，阿克套国际机场股份公司成立。截至2024年，该机场是中亚地区第八繁忙的国际機場、哈萨克斯坦第四繁忙的机场。

## 事故
2024年12月25日，由阿塞拜疆航空运营的8243号班机在机场附近紧急降落时坠毁，造成39人死亡、28人受伤。